# الطليحات
الطليحات هي إحدى القرى التابعة لمركز جهينة بمحافظة سوهاج في جمهورية مصر العربية. حسب إحصاءات سنة 2006، بلغ إجمالي السكان في الطليحات 21856 نسمة، منهم 11411 رجل و10445 امرأة.